# فرنسيس أو. شميت
فرنسيس أو. شميت (بالإنجليزية: Francis O. Schmitt) هو عالم أحياء أمريكي، ولد في 23 نوفمبر 1903 في سانت لويس في الولايات المتحدة، وتوفي في 1995 في Weston, Massachusetts ‏ في الولايات المتحدة.